# Derrick Hayes
Derrick Hayes (ur. 12 września 1974 w Detroit) – amerykański koszykarz grający na pozycji rzucającego obrońcy.
W latach 1995–1998 występował w zespole Uniwersytetu z Detroit. Następnie z pomocą swojego agenta trafił do Polski – został zawodnikiem Cersanitu Nomi Kielce. Szybko stał się jego liderem, a w sezonie 1998/1999, zdobywając średnio 21,9 punktów w meczu, przyczynił się do awansu swojego klubu do Polskiej Ligi Koszykówki. W najwyższej klasie rozgrywkowej zadebiutował w przegranym spotkaniu z Brokiem Alkpolem Słupsk, w którym rzucił 18 punktów. W sezonie 1999/2000 wystąpił łącznie w 33 spotkaniach, zdobywając w nich 648 punktów. Dzięki wysokiej formie został zaproszony do udziału w corocznym Meczu Gwiazd PLK. Nie wystąpił w nim z powodu choroby, jego miejsce w składzie zajął Radosław Hyży z Unii Tarnów.
Kłopoty finansowe klubu nie pozwoliły Cersanitowi na grę w najwyższej klasie rozgrywkowej w sezonie 2000/2001. Spowodowało to, że Hayes powrócił do USA i przez dwa lata występował w zespole ligi ABA, Detroit Dogs. Wraz z nim w pierwszym sezonie sięgnął po mistrzostwo. Następnie wstąpił do policji w Detroit. W 2005 roku został sześciokrotnie postrzelony na służbie, przez co przebywał na emeryturze. Później trenował szkolną drużynę koszykówki.

## Kluby
- University of Detroit (1995–1998)
- Cersanit Nomi Kielce (1998–2000)
- Detroit Dogs (2000–2001)

## Statystyki w Polskiej Lidze Koszykówki
| Sezon     | Drużyna              | M  | S5 | MPG  | FG%   | 3P%   | FT%   | RPG | APG | SPG | BPG | PPG  |
| --------- | -------------------- | -- | -- | ---- | ----- | ----- | ----- | --- | --- | --- | --- | ---- |
| 1999/2000 | Cersanit Nomi Kielce | 33 |    | 34,3 | 48,5% | 33,3% | 69,3% | 3,4 | 1,3 | 1,7 | 0,2 | 19,6 |